# Tyras

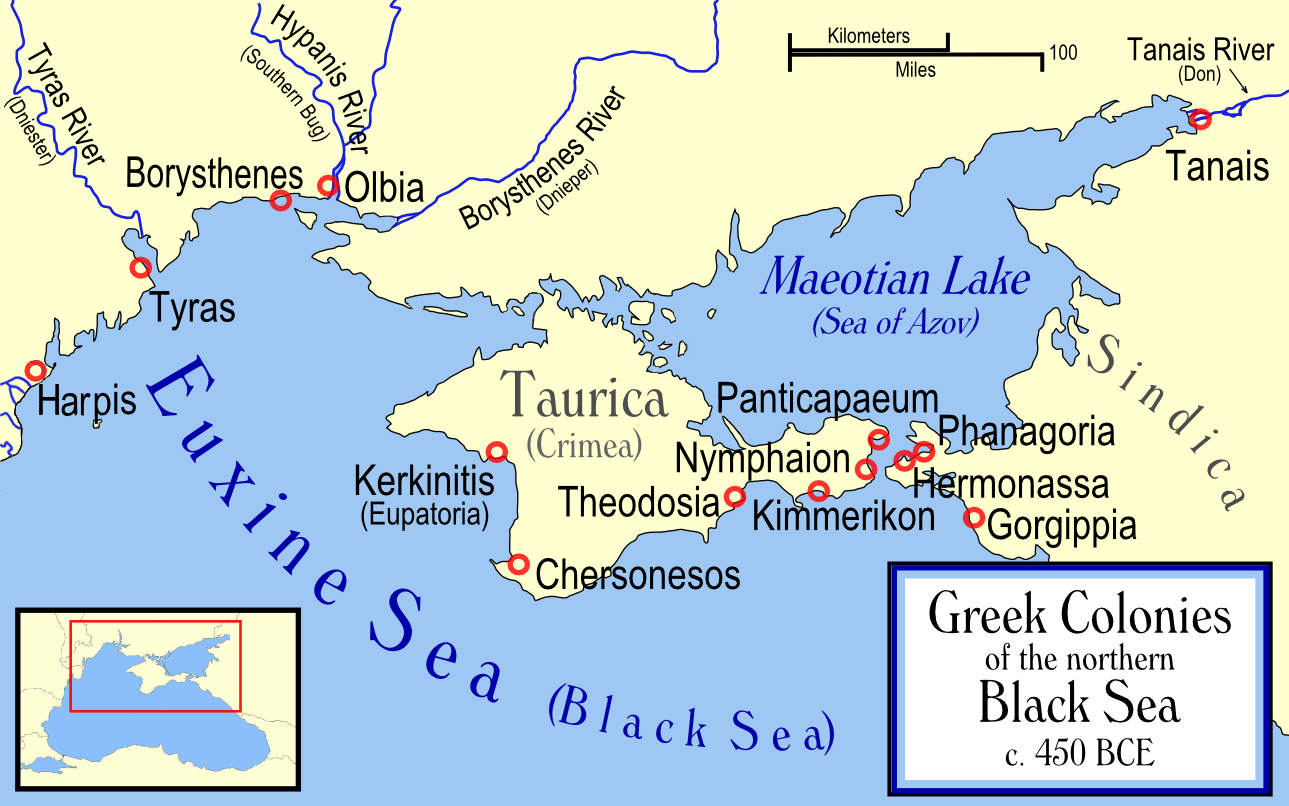
Tyras och de andra grekiska kolonierna vid Svarta havets nordkust på 400-talet f.Kr.

Tyras var en milesisk koloni, förmodligen grundad omkring år 600 f.Kr., nära mynningen av floden med samma namn (dagens Dnjestr). Kolonien er först omtalad hos Herodot. Staden ägde ringa betydelse, och föll under 100-talet f.Kr. i händerna på lokala kungar, vars namn återfinns på dess mynt. Tyras förstördes av geterna omkring år 50 f.Kr.. År 56 e.Kr. tycks staden ha återuppförts av romarna, och var i fortsättningen en del av provinsen Nedre Moesia. Det finns en rad mynt från Tyras med kejsarhuvuden på, från Domitianus till Alexander Severus. Kort efter den sistnämndes tid förstördes staden av goterna.
Dess styre bestod av fem arkonter, en senat, en folkförsamling och en registrat[or. De mynt man har hittat från staden tyder på att man handlade med vete, vin och fisk. De få inskriptioner som finns rör också mestadels handel. Det finns mycket lite kvar av Tyras i dag, eftersom man på platsen senare byggde den stora medeltidsborgen Monocastro, eller Akkerman.
Arkeologiska utgrävningar vid foten av borgen har pågått sedan 1900 fram till i dag. (2020) 